# Клокет (Міннесота)
Клокет (англ. Cloquet) — місто (англ. city) в США, в окрузі Карлтон штату Міннесота. Населення — 12 568 осіб (2020).

## Географія
Клокет розташований за координатами 46°43′30″ пн. ш. 92°30′5″ зх. д. / 46.72500° пн. ш. 92.50139° зх. д. (46.725061, -92.501345).  За даними Бюро перепису населення США в 2010 році місто мало площу 93,18 км², з яких 91,17 км² — суходіл та 2,01 км² — водойми.

### Клімат
| Клімат : Клокет                       | Клімат : Клокет | Клімат : Клокет | Клімат : Клокет | Клімат : Клокет | Клімат : Клокет | Клімат : Клокет | Клімат : Клокет | Клімат : Клокет | Клімат : Клокет | Клімат : Клокет | Клімат : Клокет | Клімат : Клокет | Клімат : Клокет |
| Показник                              | Січ.            | Лют.            | Бер.            | Квіт.           | Трав.           | Черв.           | Лип.            | Серп.           | Вер.            | Жовт.           | Лист.           | Груд.           | Рік             |
| Абсолютний максимум, °C               | 11,1            | 13,9            | 26,1            | 31,1            | 34,4            | 36,7            | 40,6            | 36,7            | 35,6            | 30,0            | 21,1            | 13,9            | 40,6            |
| Середній максимум, °C                 | −6,4            | −3,1            | 3,3             | 11,9            | 19,4            | 24,0            | 26,7            | 25,4            | 20,0            | 11,9            | 2,5             | −4,9            | 10,9            |
| Середній мінімум, °C                  | −17             | −14,8           | −8,6            | −1,9            | 3,7             | 8,7             | 12,2            | 11,8            | 7,4             | 1,2             | −5,7            | −13,9           | −1,4            |
| Абсолютний мінімум, °C                | −42,8           | −40,6           | −37,2           | −21,7           | −13,3           | −4,4            | −1,1            | −3,3            | −7,2            | −17,8           | −31,1           | −38,3           | −42,8           |
| Норма опадів, мм                      | 24              | 21              | 38              | 59              | 82              | 108             | 107             | 102             | 110             | 79              | 50              | 29              | 800             |
| Днів з опадами                        | 10              | 8               | 9               | 9               | 12              | 13              | 12              | 10              | 12              | 12              | 9               | 11              | 124             |
| Днів зі снігом                        | 13              | 9               | 6               | 2               | 0               | 0               | 0               | 0               | 0               | 1               | 6               | 13              | 51              |
| ------------------------------------- | --------------- | --------------- | --------------- | --------------- | --------------- | --------------- | --------------- | --------------- | --------------- | --------------- | --------------- | --------------- | --------------- |
| Джерело: NOAA (extremes 1911–present) |                 |                 |                 |                 |                 |                 |                 |                 |                 |                 |                 |                 |                 |

## Демографія
Згідно з переписом 2010 року, у місті мешкали 12 124 особи в 4959 домогосподарствах у складі 3126 родин. Густота населення становила 130 осіб/км².  Було 5235 помешкань (56/км²).
Расовий склад населення:
| - 84,4 % — білих - 10,8 % — корінних американців - 0,5 % — азіатів - 0,4 % — чорних або афроамериканців |

До двох чи більше рас належало 3,7 %. Частка іспаномовних становила 1,3 % від усіх жителів.
За віковим діапазоном населення розподілялося таким чином: 25,5 % — особи молодші 18 років, 59,3 % — особи у віці 18—64 років, 15,2 % — особи у віці 65 років та старші. Медіана віку мешканця становила 37,0 року. На 100 осіб жіночої статі у місті припадало 95,0 чоловіків;  на 100 жінок у віці від 18 років та старших — 90,8 чоловіків також старших 18 років.
Середній дохід на одне домашнє господарство  становив 56 357 доларів США (медіана — 46 064), а середній дохід на одну сім'ю — 68 129 доларів (медіана — 59 217). Медіана доходів становила 44 265 доларів для чоловіків та 35 923 долари для жінок. За межею бідності перебувало 16,6 % осіб, у тому числі 23,7 % дітей у віці до 18 років та 11,6 % осіб у віці 65 років та старших.
Цивільне працевлаштоване населення становило 5628 осіб. Основні галузі зайнятості: освіта, охорона здоров'я та соціальна допомога — 30,8 %, мистецтво, розваги та відпочинок — 16,4 %, роздрібна торгівля — 9,9 %, виробництво — 8,7 %.

## Відомі люди
- Джессіка Філліс Ленґ (* 1949) — американська акторка театру, кіно і телебачення.